# Conservation Biology
Conservation Biology — оглядовий науковий журнал Товариства біології охорони природи, публікується Wiley-Blackwell. Виходить щодвамісяці. Тематика журналу охоплює наукові і практичні питання збереження світового біорізноманіття, включаючи статті, присвячені будь-яким світовим екосистемам або регіонам.
Згідно з висновками Journal Citation Reports, impact factor журналу в 2013 р. становив 4,320.

## Ресурси Інтернету
- Офіційний сайт